# سبرينغفيلد (جورجيا)
سبرينغفيلد (بالإنجليزية: Springfield, Georgia)‏ هي مدينة تقع في مقاطعة إفينغهام، جورجيا بولاية جورجيا في الولايات المتحدة. تبلغ مساحة هذه المدينة 2.1 (كم²)، وترتفع عن سطح البحر 24 م، بلغ عدد سكانها 2520 نسمة في عام 2010 حسب إحصاء مكتب تعداد الولايات المتحدة.

## وصلات خارجية
- City of Springfield Georgia
- Cities & Counties - Georgia.gov